# Morti nel 673
| Questa pagina contiene informazioni ricavate automaticamente dalle voci biografiche con l'ausilio del template Bio e di un bot. L'aggiornamento è periodico e automatico e ricostruisce completamente la pagina. Se manca una persona in questa lista, sei pregato di non aggiungerla, ma accertati piuttosto che la sua voce biografica contenga il template Bio e che i dati anagrafici siano correttamente compilati. Se il template Bio manca, inseriscilo tu stesso o, in alternativa, metti l'avviso {{tmp\|Bio}} che ne segnala la mancanza. Se i dati riportati sono sbagliati, correggi direttamente la voce biografica; le modifiche saranno visibili in questa lista entro pochi giorni. Per chiarimenti vedi il progetto biografie. La lista contiene solo le 8 persone che sono citate nell'enciclopedia e per le quali è stato implementato correttamente il template Bio. Pagina aggiornata al 10 giu 2025. |

- 31 gennaio - Frodoberto, abate francese
- 4 luglio - Egberto del Kent, sovrano anglosassone
- Clotario III, re franco
- Domangart mac Domnaill, sovrano scozzese
- Kim Yu-sin, generale coreano (n. 595)
- Maymuna bint al-Harith (n. 594)
- Duca Paolo, sovrano visigoto
- Ziyad ibn Abihi, generale arabo